# Miadzwiedzica
Miadzwiedzica (biał. Мядзведзіца; ros. Медведица, Miedwiedica) – osiedle na Białorusi, w obwodzie homelskim, w rejonie homelskim, w sielsowiecie Szarpiłauka.